# Polythlipta guttiferalis
Polythlipta guttiferalis is een vlinder van de familie van de grasmotten (Crambidae). De wetenschappelijke naam van deze soort is voor het eerst voorgesteld door George Francis Hampson in een publicatie uit 1909.
De soort komt voor in Oeganda.